# Naega Salinbeomida
Naega Salinbeomida (hangul: 내가 살인범이다; hanja: 내가 殺人犯이다) é um filme sul-coreano dirigido por Jung Byung-gil e lançado em 2012.